# Goiatins
Goiatins es un municipio brasileño del estado del Tocantins. Se localiza a una latitud 07º42'36" sur y a una longitud 47º18'51" oeste, estando a una altitud de 192 metros. Su población estimada en 2004 era de 10.880 habitantes.